# Sparkasse Magdeburg
Die Sparkasse Magdeburg (Eigenschreibweise: Sparkasse MagdeBurg) ist eine Sparkasse in Sachsen-Anhalt mit Sitz in Magdeburg. Sie ist eine Anstalt des öffentlichen Rechts. Zum 1. März 2021 fusionierte die Sparkasse mit der Sparkasse Jerichower Land.

## Geschäftsgebiet und Träger
Das Geschäftsgebiet der Sparkasse Magdeburg umfasst die Landeshauptstadt Magdeburg und den Landkreis Jerichower Land, welche auch Träger der Sparkasse sind.

## Geschäftszahlen
Die Sparkasse Magdeburg wies im Geschäftsjahr 2023 eine Bilanzsumme von 3,967 Mrd. Euro aus und verfügte über Kundeneinlagen von 3,475 Mrd. Euro. Gemäß der Sparkassenrangliste 2023 liegt sie nach Bilanzsumme auf Rang 128. Sie unterhält 33 Filialen/Selbstbedienungsstandorte und beschäftigt 511 Mitarbeiter.

## Sparkassen-Finanzgruppe
Die Sparkasse Magdeburg ist Teil der Sparkassen-Finanzgruppe und gehört damit auch ihrem Haftungsverbund an. Er sichert den Bestand der Institute und sorgt dafür, dass sie auch im Fall der Insolvenz einzelner Sparkassen alle Verbindlichkeiten erfüllen können. Die Sparkasse vermittelt Bausparverträge der regionalen Landesbausparkasse, offene Investmentfonds der Deka und Versicherungen der Öffentliche Versicherungen Sachsen-Anhalt. Im Bereich des Leasing arbeitet die Sparkasse Magdeburg mit der  Deutschen Leasing zusammen. Die Funktion der Sparkassenzentralbank nimmt die Nord/LB wahr.